# Okenia miramarae
Okenia miramarae Ortea & Espinosa, 2000 è un mollusco nudibranchio della famiglia Goniodorididae.
Il nome deriva da Miramar, città della provincia cubana di L'Avana.

## Distribuzione e habitat
Rinvenuta al largo della coste della città di Miramar, nell'isola di Cuba, a 20 metri di profondità.